# 쿤룬산맥

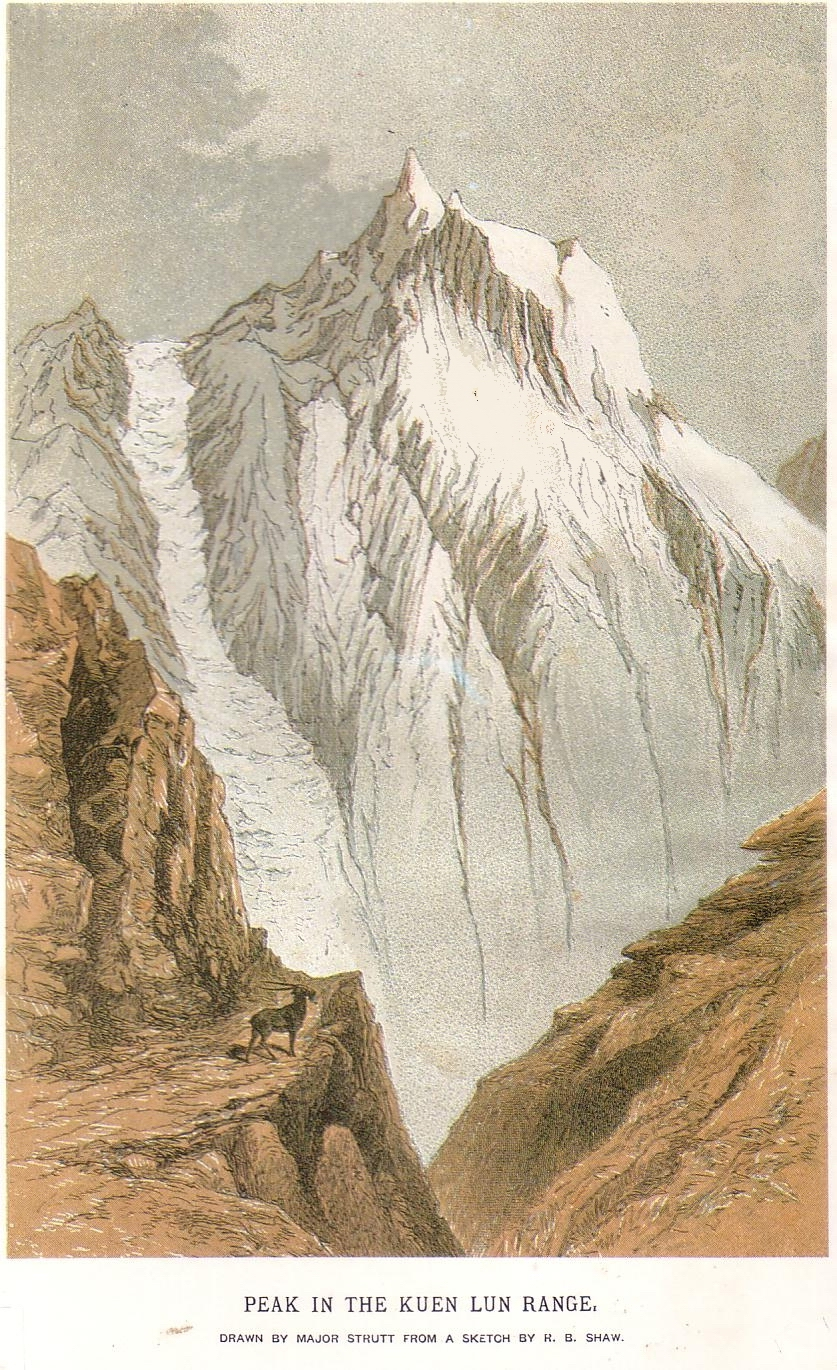

쿤룬산맥(곤륜산맥, 중국어 간체자: 昆仑山脉, 정체자: 崑崙山脈, 병음: Kūnlún Shān, 티베트어: ཁུ་ནུ་རི་རྒྱུད, 위구르어: كۇئېنلۇن تاغ تىزمىسى)은 아시아에서 가장 긴 산맥 중 하나로 3,000 km 이상 뻗어있다.
쿤룬산맥은 티베트고원의 북부를 따라 서쪽으로 뻗어있으며 티베트 북쪽의 경계를 이루는 산맥이다. 또한 악명높은 타클라마칸 사막과 고비 사막이 있는 타림 분지의 남쪽 가장자리를 따라 뻗어있다. 타클라마칸 사막의 호탄 오아시스로 흘러드는 카라카슈 강(중국어: 黑玉河, 병음: Hēiyù hé)과 유룽카슈 강(중국어: 白玉河, 병음: Báiyù Hé)을 포함한 수많은 주요 강들의 발원지이다.
쿤룬산맥에서 가장 높은 산은 케리야현의 쿤룬산으로 해발고도가 7,167m이다. 중국 정부 당국은 쿤룬산맥이 서쪽으로 궁가얼산(7,649m)과 무스타거산(7,546m)까지 뻗어있다고 주장하나 이들 산맥은 물리적으로 파미르고원과 훨씬 가깝게 연결되어있다.
바옌카라산맥은 쿤룬산맥의 남쪽 지맥으로 중국의 두 개의 큰 강인 황하와 장강(창강) 유역 사이의 분수계를 형성한다.
산맥에는 도로가 거의 없으며 길이 3,000 km 내에 통과하는 도로는 두 개뿐이다. 서쪽으로 219번 국도가 신장의 예청과 티베트의 라체를 통과하고 동쪽으로 109번 국도가 라싸와 거얼무 사이를 가로지른다.

## 신화 속의 곤륜산
도교의 성산(聖山)으로 서왕모가 이곳에 살고 있다고 전해진다.

## 지도
| 가잔 열도갠지스강고다바리강고비 사막나일강류큐 열도남중국해노르웨이해뉴기니섬네푸드 사막다싱안링산맥다뉴브강동시베리아해동중국해동해둥베이 · 평원랍테프해룹알할리 사막레나강마다가스카르섬마리아나 제도마르마라해말레이반도메콩강몰디브 제도몽골고원바렌츠해바이칼호바탄 제도발리섬발트해발하시호백해베링해벵골만보르네오섬북극해북해볼가강북드비나강브라마푸트라강사할린섬샤오싱안링산맥세이셸 군도소코트라섬수마트라섬술라웨시섬스리랑카섬스칸디나비아반도스타노보이산맥스프래틀리 군도시나이반도새머리싱가포르섬아나톨리아아덴만아라비아반도아라비아해아라푸라해아랄해아무르강아조프해아프리카의 뿔안다만 제도알타이산맥알류샨 열도에게해예니세이강오가사와라 제도오만만오비강오스트레일리아오호츠크해우랄강우랄산맥유프라테스강이란고원인더스강인도 아대륙인디기르카강인도양 (북부)인도차이나반도일본 열도자와섬주강장강치롄산맥카라해카라코람카스피해캄차카반도캅카스산맥캐롤라인 · 제도콜리마강쿠릴 열도쿤룬산맥크리스마스섬타이만대만타클라마칸 사막북태평양톈산산맥통킹만티그리스강티모르섬티베트고원파라셀 제도파미르페르시아만페초라강프라타스섬필리핀 제도필리핀해하이난한반도항가이산맥호르무즈홋카이도홍해화베이 · 평원황하황해흑해히말라야산맥힌두스탄 · 평원힌두쿠시class=notpageimage\| 아시아의 주요 지리 |

## 같이 보기
- 삼산오악